# اشلاگل
اشلاگل (به آلمانی: Schlägl) یک منطقهٔ مسکونی در اتریش است که در ناحیه رورباخ واقع شده‌است. اشلاگل ۲۹ کیلومتر مربع مساحت دارد ۵۴۴ متر بالاتر از سطح دریا واقع شده‌است.